# ۷۱۳ (خورشیدی)
۷۱۳ هفتصد و سیزدهمین سال هجری خورشیدی است.